# Кліваніон

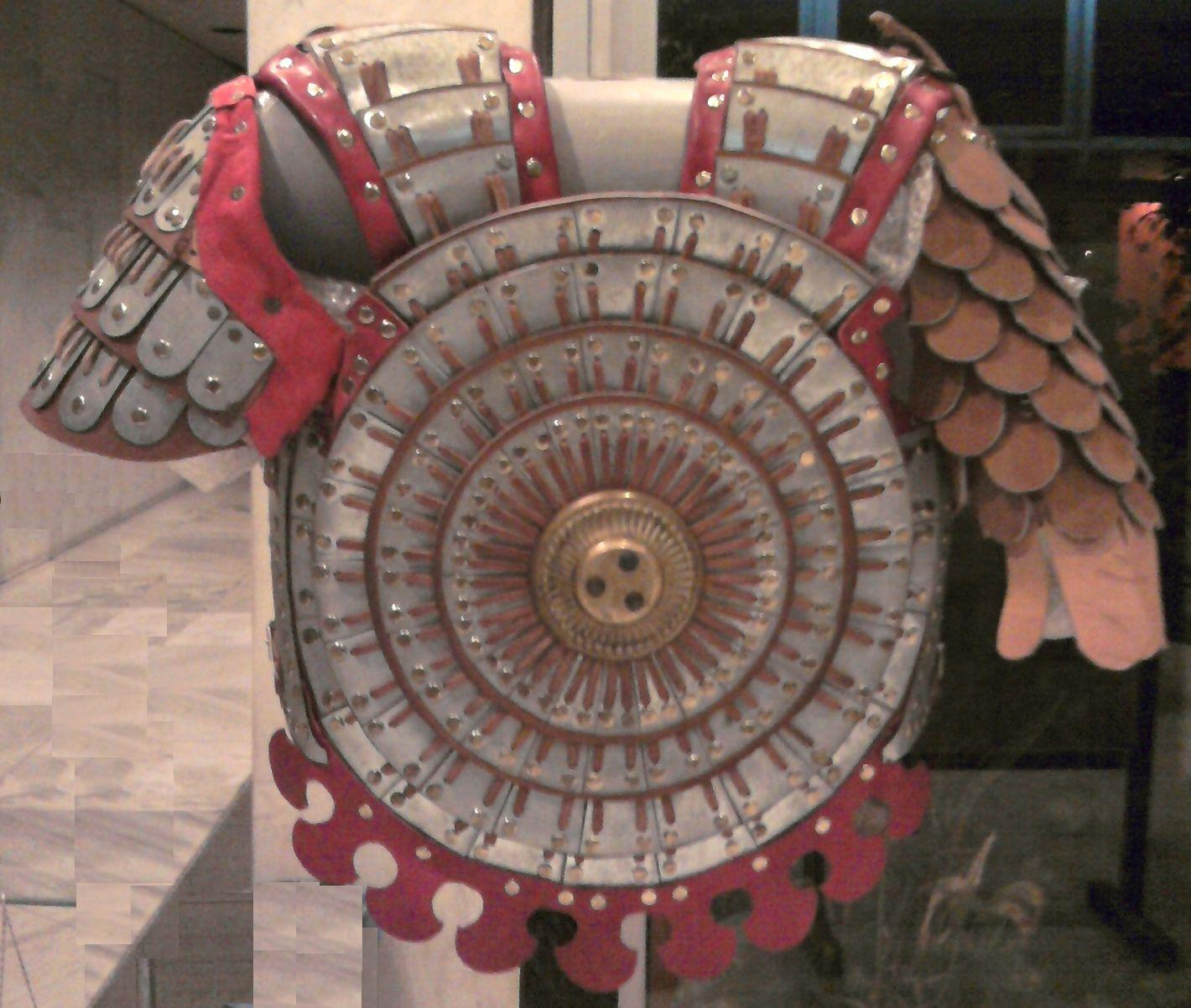
Сучасна авторська реконструкція візантійського ламеллярного обладунку кліваніон.

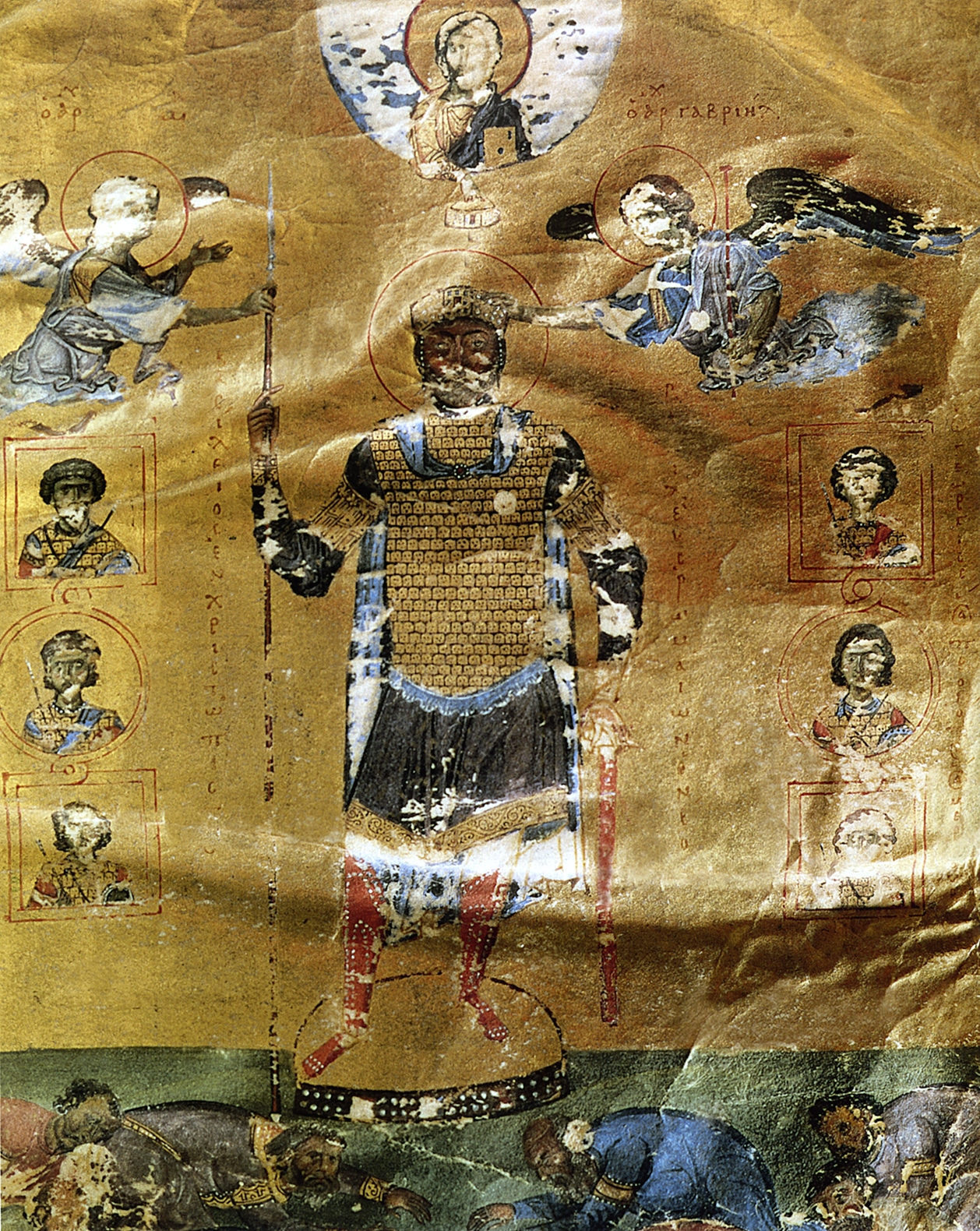
Зображення імператора Василя II в позолоченому кліваніоні

Кліва́ніон або кліба́ніон (грец. κλιβάνιον) — візантійська ламелярна кіраса, виготовлена з металевих пластин (лусочок або пластин), зшитих зі шкіри або тканини, доповнений птеригами (шкіряними смугами), що захищають плечі і спину. Вважається, що назва походить від грец. κλίβανος, klivanos, що означає «піч», тому що ця кіраса мала властивість ставати нестерпно гарячою при носінні на сонці. Він був частиною броні важкої візантійської кавалерії.